# 三遊亭吉窓
三遊亭 吉窓（さんゆうてい きっそう、1957年11月21日 - ）は、埼玉県春日部市出身の落語家。落語協会所属、同協会理事。本名∶泉元 將男。出囃子は『おやおやかっぽれ』。

## 経歴
埼玉県立越ヶ谷高等学校卒業後、陸上自衛隊に入隊。
1978年5月、六代目三遊亭圓窓に入門。前座名窓次。1983年3月に二ツ目昇進、吉窓に改名。
1995年3月に柳家小三太、三遊亭圓王、橘家富蔵、三遊亭吉窓、初音家左橋、古今亭菊輔、金原亭生駒、柳家一九、林家うん平、桂扇生で真打昇進。
2000年、第5回 林家彦六賞を受賞。2010年に落語協会常任理事に就任。2014年に落語協会理事に就任。

## 芸歴
- 1978年5月∶六代目三遊亭圓窓に入門、前座名「窓次」。
- 1983年3月∶二ツ目昇進、「吉窓」と改名。
- 1995年3月∶真打昇進。
- 2010年∶落語協会常任理事に就任。
- 2014年∶落語協会理事に就任。

## 人物
池袋演芸場の落語協会特選会で柳家福治、いなせ家半七と共にはなし武芸長という会を開いている。半七の死後は「吉窓・福治二人会」として開催している。
らくご卓球クラブ会員。

## 弟子

### 二ツ目
- 三遊亭仁之吉

### 廃業
- 三遊亭小吉